# Насен, Лоуренс
Лоуренс Насен (нидерл. Lawrence Naesen; род. 28 августа 1992, Остенде, Бельгия) — бельгийский профессиональный шоссейный велогонщик, выступающий с 2020 года за команду мирового тура «AG2R La Mondiale». Младший брат велогонщика Оливера Насена из этой же команды.

## Достижения
2016
5-й Мемориал Ван Конингсло
6-й Круг Валлонии
8-й Гран-при Крикельйона
2017
3-й Классика Брюгге
5-й Хейстсе Пейл
5-й Дварс дор де Вламсе Арденнен
9-й Гойксе Пейл
2019
6-й Чемпионат Фландрии
7-й Бредене-Коксейде Классик
8-й Эшборн — Франкфурт
9-й Омлоп ван хет Хаутланд
10-й Нокере Курсе
10-й Famenne Ardenne Classic
2020
7-й Классика Брюсселя